# Magne Skodvin
Magne Skodvin (ur. 13 grudnia 1915, zm. 2004) – norweski historyk. W latach 1961–1983 pracował na Uniwersytecie w Oslo.

## Wybrane publikacje
- Striden om okkupasjonsstyret i Norge, 1956.
- Norden eller NATO, 1971.
- Samtid og historie, 1975.
- Som seilene fylles av stormen, 1982.